# لوثار فرانتس فون شونبورن
وثار فرانز فون شونبورن (بالألمانية: Lothar Franz von Schönborn)‏ (و. 1655 – 1729 م) هو كاهن كاثوليكي ألماني، ولد في هاناو، توفي في ماينتس، عن عمر يناهز 74 عاماً.

## مناصب
تولى منصب أسقف كاثوليكي (منذ 6 نوفمبر 1695)
- مطران كاثوليكي  [لغات أخرى]‏ (منذ 6 نوفمبر 1695)
- Roman Catholic Archbishop of Mainz  [لغات أخرى]‏ (1695–1729)
- مطران  [لغات أخرى]‏
- أمير ناخب

.